# Rayane Roumane
Rayane Roumane (* 11. September 2000 in Montreuil) ist ein französischer Tennisspieler.

## Karriere
Roumanes Eltern Norsalan und Karima sind beide Algerier.
In seinen einzigen beide Spielen auf der ITF Junior Tour 2017 und 2018 verlor er jeweils zum Auftakt sein Match bei den French Open der Junioren.
2014 begann Roumane Profiturniere zu spielen. Hier spielte er zunächst ausschließlich solche der ITF Future Tour, auf der er 2015 im Einzel das erste Mal ein Halbfinale erreichte. In diesem Jahr zog er auch erstmals in die Top 1000 der Weltrangliste ein. 2016 und 2017 gelang ihm dies nicht; erst 2018 erreichte er zwei weitere Male ein Halbfinale und beendete das Jahr auf Platz 910. Bei seinem ersten Turnier der höherdotierten ATP Challenger Tour in Lille gewann er zwei Matches u. a. gegen den Weltranglisten-137. Antoine Hoang und schied im Achtelfinale aus. Im August gewann der Franzose seinen ersten Future-Titel und erreichte in Cassis sein erstes Challenger-Viertelfinale, das er gegen Jo-Wilfried Tsonga verlor. In Metz bekam Roumane von den Turnierverantwortlichen eine Wildcard für die Einzelkonkurrenz und spielte so sein erstes Match auf der ATP Tour. Gegen den späteren Finalisten Aljaž Bedene unterlag er in zwei Sätzen. Seinen größten Sieg bislang feierte er in der Qualifikation des Rolex Paris Masters Ende des Jahres. Er gewann gegen den Serben Miomir Kecmanović, der an Position 55 stand und damit erstmals gegen einen Top-100-Spieler. Im November erreichte Roumane Platz 358, seinen Höchstwert in der Weltrangliste.